# Mariendals Sogn
Mariendals Sogn 

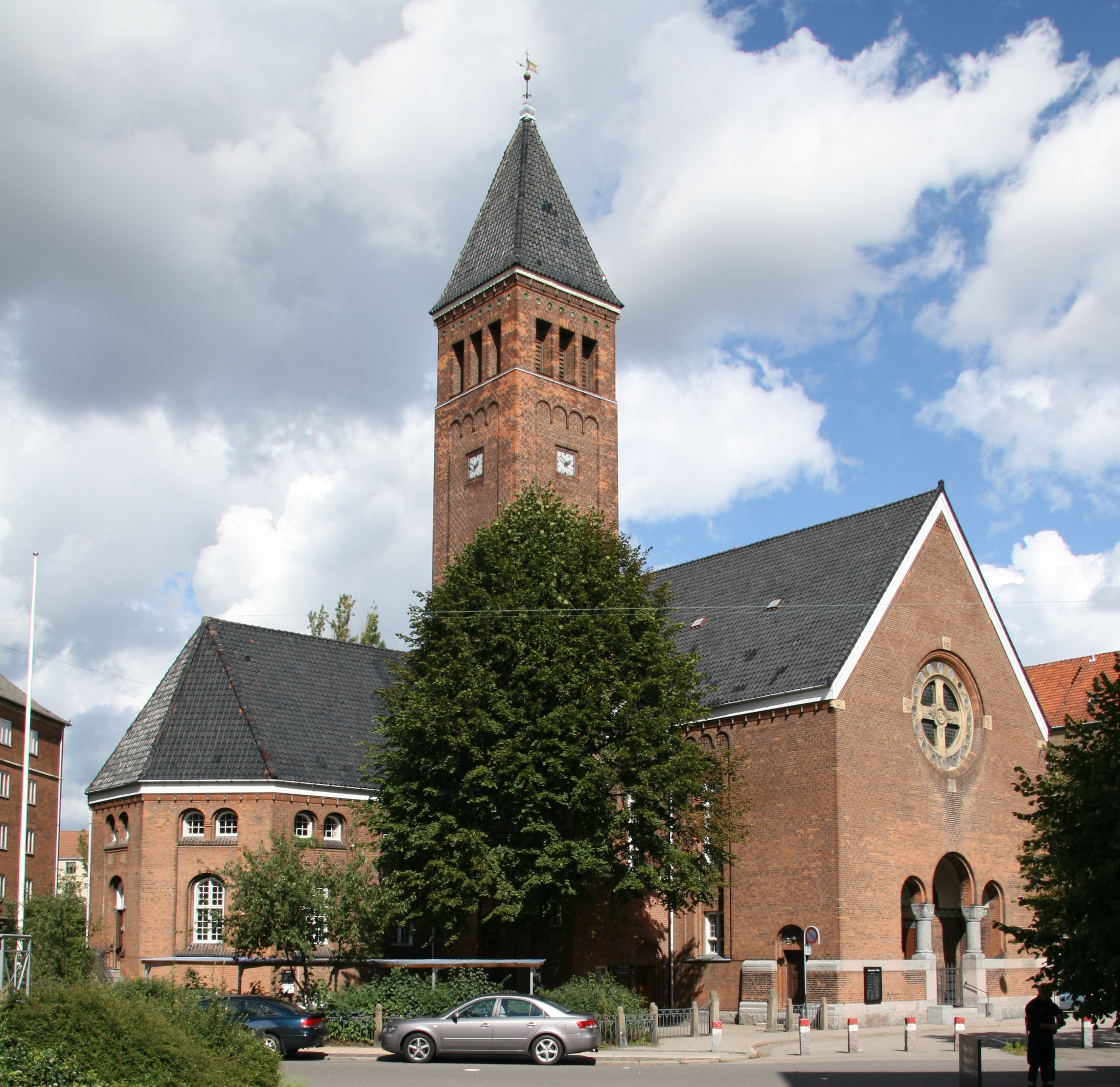
Mariendals Kirke

ist eine Kirchspielsgemeinde (dän.: Sogn)
in der Stadt Frederiksberg im Nordosten der dänischen Insel Sjælland (Seeland).
Bis 1970 gehörte sie zur Harde Sokkelund Herred im damaligen Københavns Amt, danach zur amtsfreien Frederiksberg Kommune, die im Zuge der  Kommunalreform zum 1. Januar 2007 Teil der Region Hovedstaden geworden ist.
Von den 104.664 Einwohnern von Frederiksberg leben 14.590 im Kirchspiel Mariendal (Stand: 1. Januar 2023). Im Kirchspiel liegt die Kirche „Mariendals Kirke“.
Die Gemeinde Mariendal umfasst Land vom Landsitz Mariendal, der vom Eigentümer, Justizrat Niels Josephsen (1836–1905), parzelliert wurde. Seine Vorliebe für die griechische Königsfamilie beeinflusste die Namensgebung der Straßen, so Kong Georgs Vej nach König Georg I. (Griechenland), Dronning Olgas Vej nach seiner Gattin, Königin Olga, Prins Constantins Vej nach deren Sohn, Prinz Konstantin  und Kronprinsesse Sofies Vej nach Konstantins Gattin, Sophie von Preußen.
Nachbargemeinden sind im Südwesten Godthaabs Sogn, im Süden Sankt Lukas Sogn und im Südosten Sankt Thomas Sogn, ferner in der Frederiksberg umgebenden København Kommune (dt.: Kopenhagen) im Nordosten Anna Sogn und Sankt Stefans Sogn, im Norden Kapernaums Sogn und im Nordwesten Ansgarkirkens Sogn und Grøndals Sogn.